# Vincenzo Bellavista
Vincenzo Bellavista (Savignano sul Rubicone, 12 settembre 1943 – Longiano, 21 maggio 2007) è stato un imprenditore e dirigente sportivo italiano.

## Biografia
Portò la cooperativa Cocif da piccola impresa ad azienda nazionale nel settore degli infissi in legno e arredamento (fatturato di 100 milioni di euro, 500 lavoratori fra soci e dipendenti). L'azienda era stata fondata nel 1945 come laboratorio di falegnameria, per iniziativa di un gruppo di nove soci.
Entrò nel 1965 come addetto ai libri paga e alla contabilità, passando poi al settore commerciale. Sette anni dopo ne diventò presidente (1972) e nel 1997 direttore generale. Il 29 settembre 2005 gli venne conferita la cittadinanza onoraria del comune di Rimini.
La mattina del 21 maggio 2007 accusò un malore nella sua abitazione a Savignano sul Rubicone: morì in ambulanza durante il trasporto all'ospedale Bufalini di Cesena.

### Presidente del Rimini
Acquistò la società calcistica Rimini salvandola dal fallimento.
Il 6 maggio 1994 Bellavista e la Cocif entrarono come quota di maggioranza, con obiettivi ambiziosi per la squadra che si trovava in serie C2.
Nella stagione 2002-2003 il Rimini raggiunge il secondo posto e riesce a conquistare la promozione in C1 ai play-off; due anni dopo è promosso in serie B.